# Долени
До́лени (болг. Долени) — село в Благоєвградській області Болгарії. Входить до складу общини Санданський.

## Населення
За даними перепису населення 2011 року у селі проживали 3 особи.
Розподіл населення за віком у 2011 році:
Динаміка населення: